# Oak (linguagem de programação)
Oak é a linguagem de programação predecessora do Java.